# Ourentã
Ourentã é uma povoação portuguesa sede da Freguesia de Ourentã do Município de Cantanhede, freguesia com 18,36 km² de área e 1126 habitantes (censo de 2021), tendo, por isso, uma densidade populacional de 61,3 hab./km².

## Povoações
A Freguesia de Ourentã inclui as seguintes povoações:
- Lapa
- (Moinhos das) Sete Fontes
- Pacinho
- Póvoa do Bispo
- Ourentã

## História
O nome Ourentã surge pela primeira vez em documentos datados 1129, mas calcula-se que o sítio já fosse povoado, pelo menos, desde o tempo dos Celtas. Os Árabes também deixaram vestígios em outros topónimos da freguesia, como Almarges, Almoinhas ou Alcarias.
Não se sabe muito bem a origem do seu nome, mas julga-se que vem da palavra “Aurentana”, derivada da palavra latina “aurum”, que queria dizer ouro.
Tem uma Igreja Paroquial muito antiga que foi mandada construir em honra da Nossa Senhora da Conceição, embora não se possa afirmar com certeza qual a sua data de construção. Sabe-se que em 1532 já existia com toda a certeza, datando a atual do ano de 1756.
Existem outros monumentos tais como: o Cruzeiro que representa a imagem do Santo Cristo, a Capela da Nossa Senhora da Nazaré, datada em 1663 e a Escola que foi construída em 1986.
Foi em Ourentã, em 1672, que nasceu Frei Manuel dos Santos, monge cisterciense de Alcobaça, e que viria a desempenhar as funções de Cronista-Mor do Reino de Portugal.

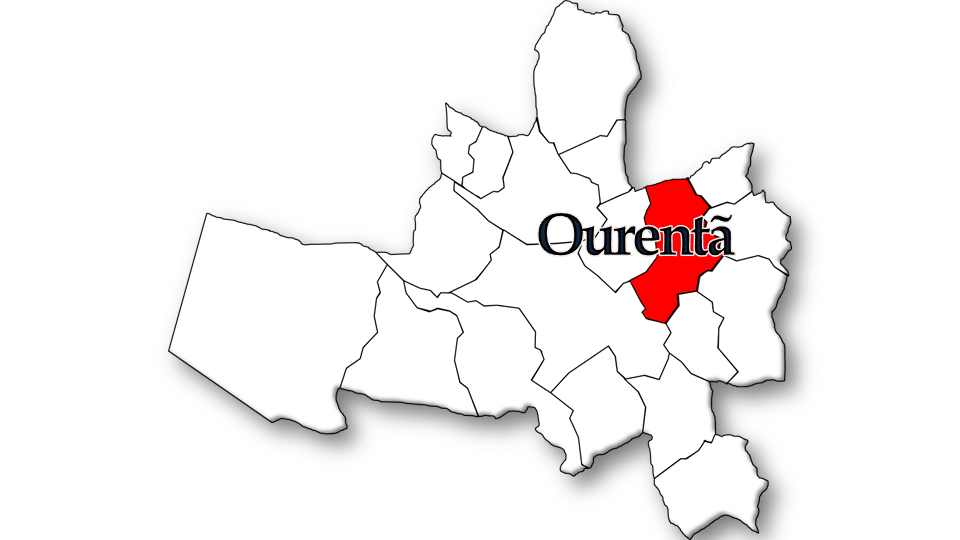
Localização da freguesia no Município de Cantanhede

## Economia
Localizada na margem direita de um pequeno curso de água que vai desaguar na Praia de Mira, em plena planície gandaresa e ocupando uma área de 1788 ha. Ourentã é uma das mais próximas freguesias da sua sede municipal. A seu lado e igualmente próximas da cidade estão as freguesias da Pocariça e Cordinhã.
A base de sustentação económica da freguesia, como em muitas outras deste município, é o setor primário, ocupando cerca de 40% da população ativa, que do cultivo da terra e pecuária retiram rentabilidade, com produção de vinho, batatas e leite, essencialmente, ficando para trás o carácter de agricultura de subsistência.
Contudo, a par do setor primário, as atividades industriais desempenham já o seu relevante papel, destacando-se aqui a indústria de pirotecnia, onde se fabrica fogo de artifício que alegrará muitas festas estivais na região, a metalurgia e a construção civil. Merece, por exemplo, o facto de a freguesia possuir oficinas de reparação automóvel, de motociclos e até de máquinas agrícolas, assim como operários de quaze todas as artes de construção. Apesar deste relativo dinamismo no setor secundário, o investimento industrial tem sido inexistente, nos últimos anos, muito por falta de uma zona industrial definida na freguesia. De resto, também o comércio tem a sua expressão, satisfazendo as necessidades de compra de produtos essenciais: supermercado, lojas de vestuário e calçado, de abastecimento agrícola e restaurante. Uma vez por mês, a localidade anima-se mais ainda com o desenrolar da sua feira. Não fugindo à regra, os serviços públicos, como repartições de finanças, cartórios e forças policiais, encontram-se na sede do município, em Cantanhede.
É no capítulo dos serviços de saúde e sociais que Ourentã mais sofre de carências.
No que respeita às várias infra-estruturas básicas, são dispares as várias situações. Assim, a freguesia usufrui já, de água canalizada da rede pública, devidamente tratada, assim como da recolha de lixos domésticos em dois dias da semana.

## Demografia
A população registada nos censos foi:
| Distribuição da População por Grupos Etários | Distribuição da População por Grupos Etários | Distribuição da População por Grupos Etários | Distribuição da População por Grupos Etários | Distribuição da População por Grupos Etários |
| -------------------------------------------- | -------------------------------------------- | -------------------------------------------- | -------------------------------------------- | -------------------------------------------- |
| Ano                                          | 0-14 Anos                                    | 15-24 Anos                                   | 25-64 Anos                                   | > 65 Anos                                    |
| 2001                                         | 175                                          | 180                                          | 708                                          | 247                                          |
| 2011                                         | 137                                          | 114                                          | 620                                          | 337                                          |
| 2021                                         | 117                                          | 99                                           | 541                                          | 369                                          |

## Património
- Igreja de Nossa Senhora da Conceição (matriz)
- Capelas de Nossa Senhora da Nazaré, da Póvoa do Bispo e da Lapa
- Oratório e cruzeiro
- Casa setecentista
- Solar (em frente da igreja matriz)